# Torneio Internacional Zé Dú de 2003
O Torneio internacional “Zé Dú” de  hóquei em patins  visa homenagear  o 61º aniversário do Presidente da República de Angola, José Eduardo dos Santos.., no Pavilhão Anexo nº I da Cidadela Desportiva, Luanda, o 2.º Troféu Internacional de Hóquei em Patins, denominado "Troféu José Eduardo dos Santos".

## Classificação Final
| Pos. | País                   |
| ---- | ---------------------- |
| 1.   | SELECÇÃO DE ANGOLA     |
| 2.   | MISTO DO PORTO         |
| 3.   | CLUBE PORTUGUES RECIFE |
| 4.   | SELECÇÃO ANGOLA B      |

## Ligações Externas
- http://www.fap-patinagem.com/uploads/files/Palmares.doc Arquivado em 24 de setembro de  2015, no Wayback Machine.